# Tabán (Budapest)

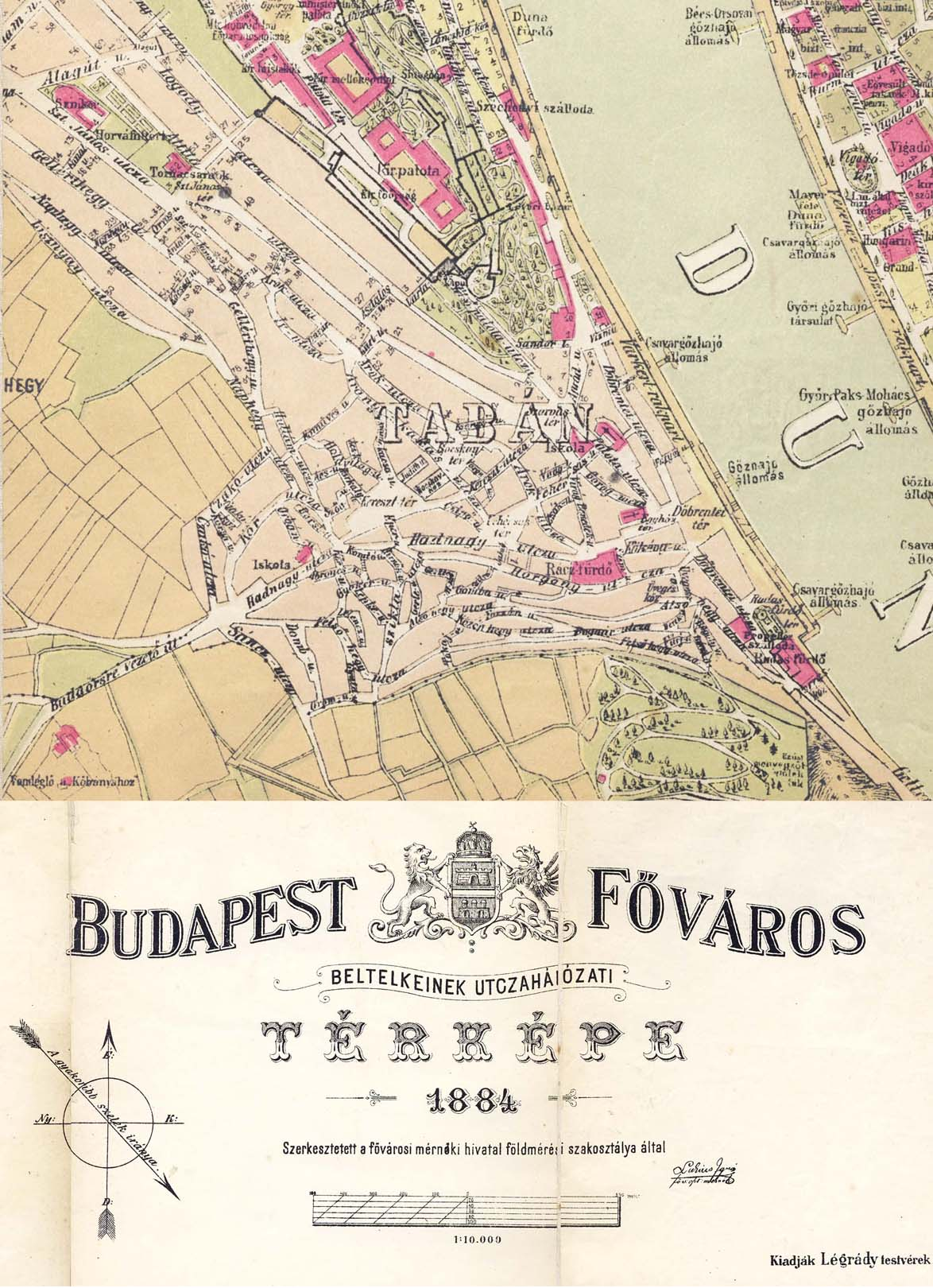
Tabán térképe 1884-ben (a Budapest térkép részlete)

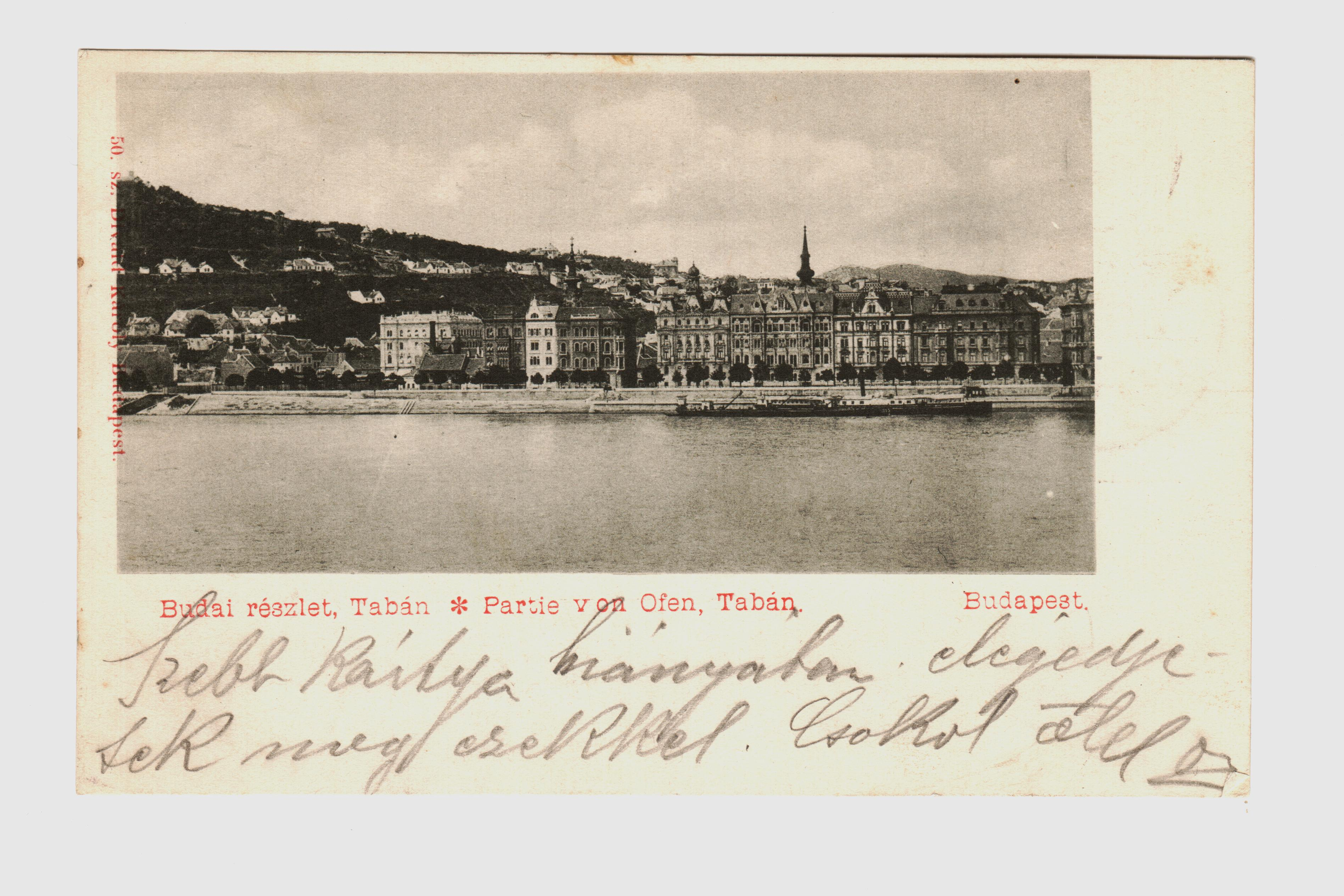
A Tabán 1901-ben

A Tabán (németül: Raitzenstadt, szerbül: Српска варош / Srpska varoš: „Szerbváros”, „Rácváros”) Budapest I. kerületének egyik városrésze. Egykor önálló település volt, majd előbb Buda, végül Budapest városrésze lett. Az 1930-as évekig sűrűn épített egy-két szintes házak jellemezték, a 19. század–20. század fordulójára szórakozóhelyekkel, vendéglőkkel, borozókkal teli romantikus negyeddé vált. Olykor úgy is emlegették, hogy a „Budapesti Montmartre”. Területét a harmincas évek elején-közepén rombolták le, a helyére álmodott új városrész azonban az időközben kitörő második világháború miatt sohasem épülhetett meg. Az ezután sokáig elhanyagolt terület kis részét beépítették, nagy részét végül az 1960-as években parkosították, így a Tabán helyén ma nagyrészt közpark áll.

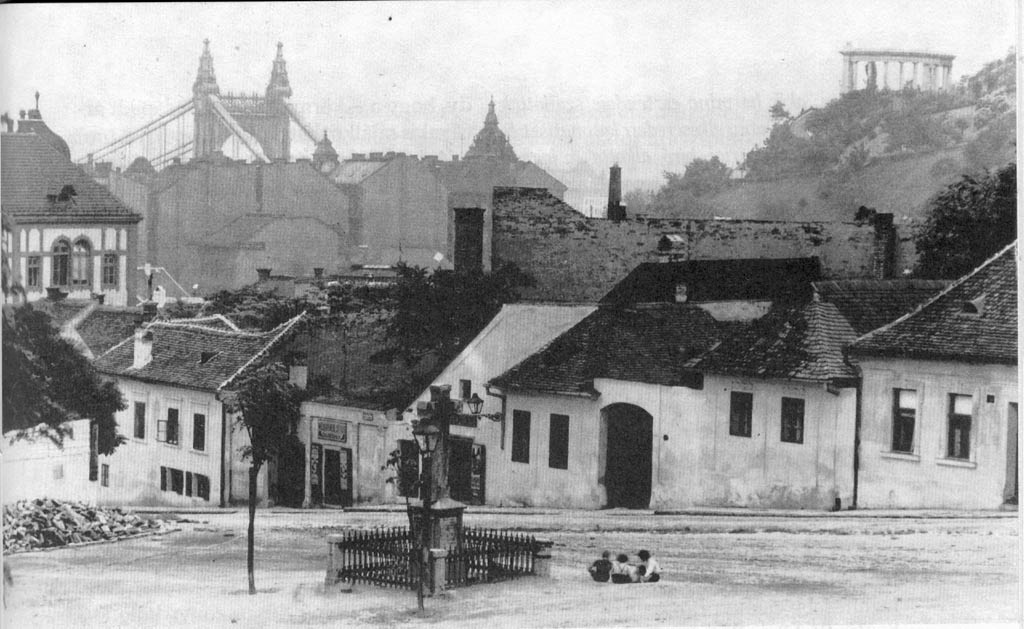
Kereszt tér 1905

## Fekvése
Tabán név alatt ma az Ördög-árok völgyének a budai Várhegy, a Gellért-hegy és a Naphegy közé ékelődő szakaszát szokás érteni. Valójában ehhez a városrészhez tartoznak a Gellért-hegy északi lejtőjének utcái és a Nap-hegy déli része is. Nyugat felől a Déli pályaudvar vágányai, északon a Víziváros, ill. a Krisztinaváros, valamint a közéjük ékelődő Várhegy, keletről a Duna határolja. (Eredetileg a Tabán külterülete volt az egész mai Lágymányos is.[forrás?])

### Mai határai
A várfal a Dózsa György tér 9.-től a Nagy Rondella kapujáig – az attól délnek futó lépcsős sétány – Sándor Móric lépcső – Ybl Miklós tér déli oldala – Duna folyam – I. és XI. kerület határa (merőlegesen a Duna vonaláig) – Citadella északi sétány – e sétány és a Szirtes út elágazásánál északnak futó sétány az Orom utcáig – Orom utca – Sánc utca-Hegyalja úti kereszteződés – Czakó utca – Gellérthegy utca – Pásztor lépcső – Dózsa György tér.

## Egykori fontos közterületei

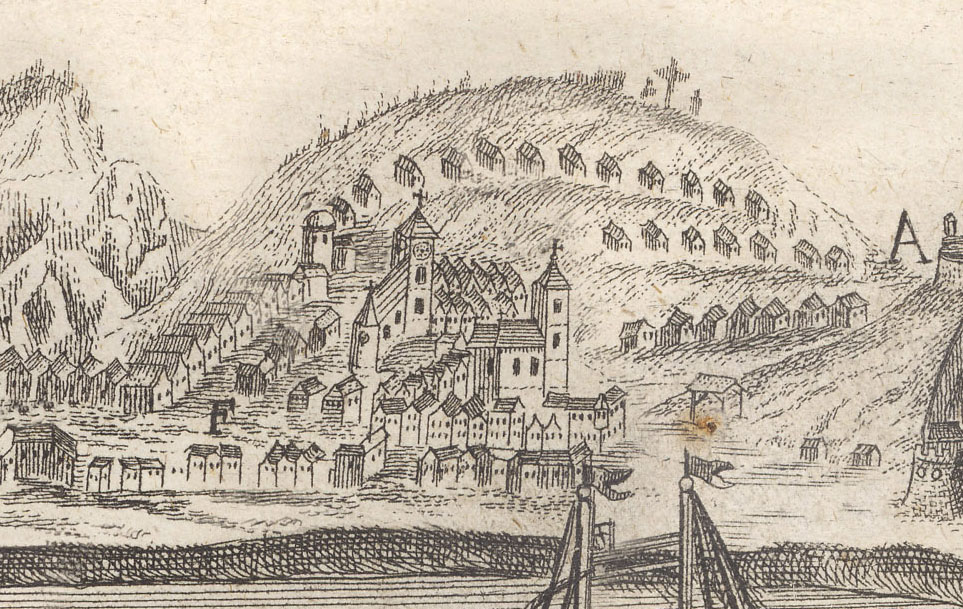
Tabán ábrázolása az első budai rézmetsző, Binder János Fülöp Budát ábrázoló rézkarcának részleteként, 1790-es évek

A Kereszt tér volt a régi Tabán közepe. A Fehér Sas téren állt évszázadokig a pellengér. Az alsó perem magasságában volt a széles deszkaállvány, oda kötötték ki kalodába a bűnösöket, közszemlére kitéve őket, s a kőoszlopra akasztották ki a cédulát, amelyen mindenki olvashatta, hogy milyen bűnt követett el a kipellengérezett. Ezt mondja a legenda. A valóságban a képen (lásd jobbra alább) egy olajlámpás tartóoszlopa látható.

## Története

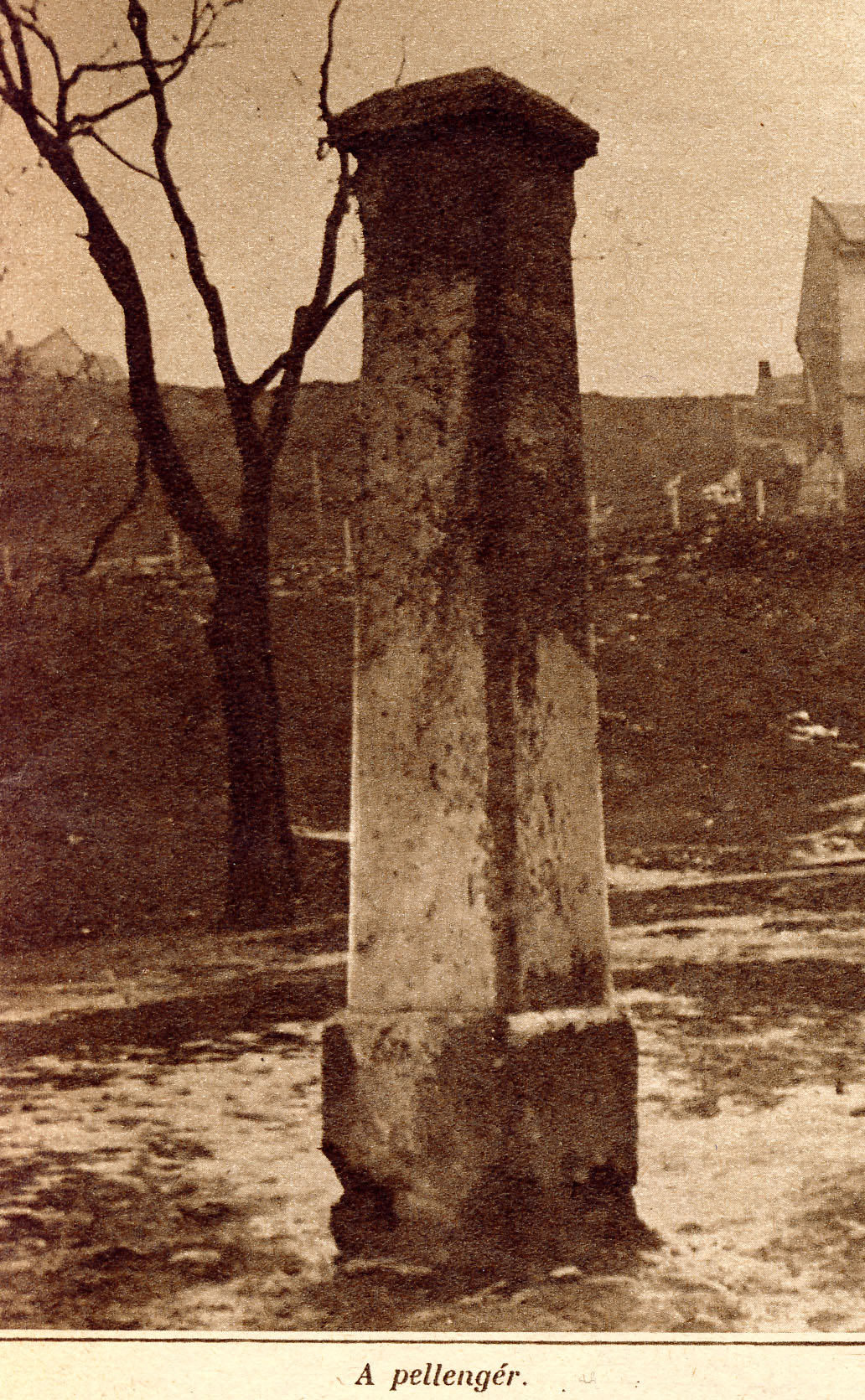
A legenda szerint a Fehér Sas téren állt évszázadokig ez a pellengér. A valóságban a képen egy olajlámpás tartóoszlopa látható

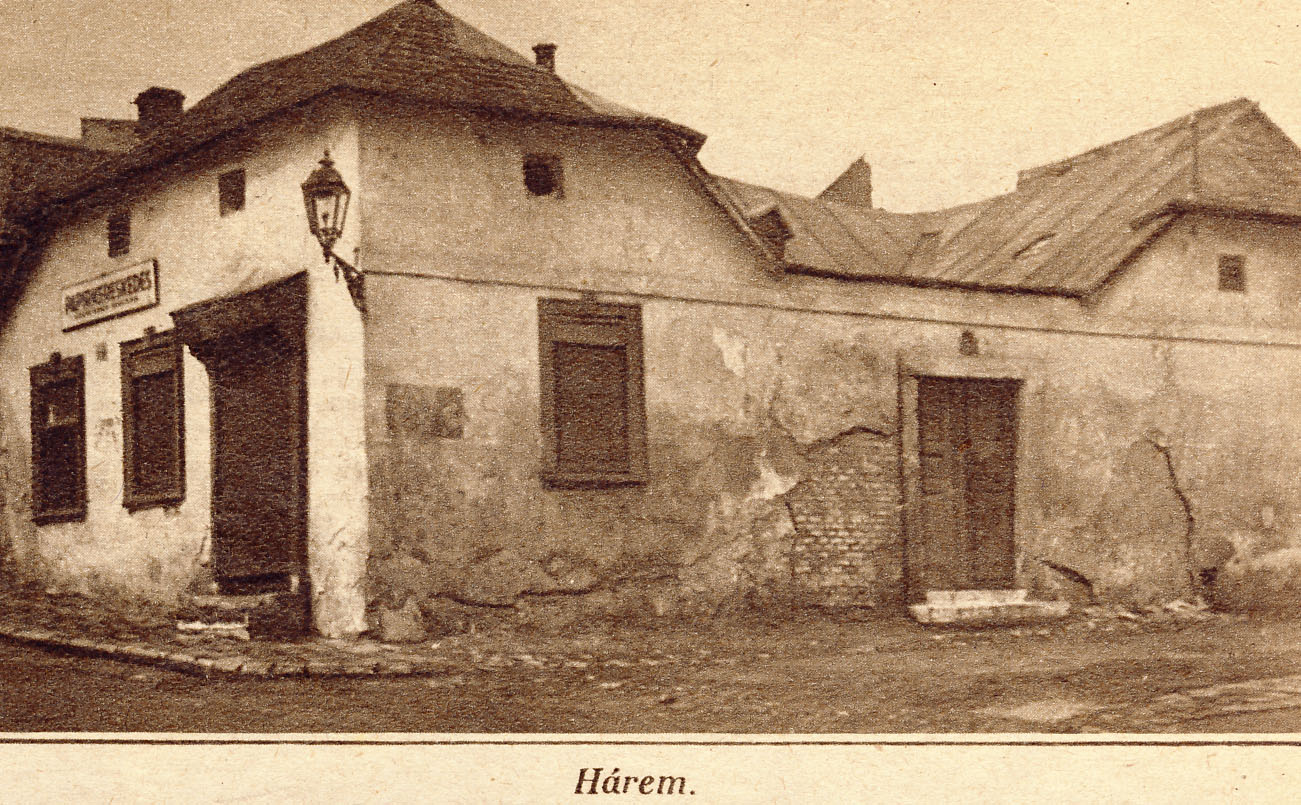
A Hárem. A tabáni ház török eredetű épület. Valamikor csak azok az utcára néző, felső kisablakok voltak rajta, amelyeket sokan padlásablaknak gondolnak, pedig ezek voltak elbeszélések alapján a Hárem ablakai

A védett völgy, a napsütötte hegyoldalak, a Gellért-hegy lábánál fakadó hévizek, s nem utolsósorban a Duna közelsége már a neolitikum emberét is idevonzották, emlékeiket régészeti ásatások tárták fel. A kora vaskorban (Kr. e. III–I. század) lakóhelyül választották a kelta eraviszkuszok, majd birtokba vették a rómaiak, akik a 4. században, I. Valentinianus császár idején őrtornyot emeltek az itt levő fontos révátkelőhely védelmére, szemben a túlparti Contra-Aquincummal.
A városnegyed ma is használt neve a török eredetű Débágháne/Tabakhane szóból származik, jelentése: Tímár-telep. Arra utal, hogy egykor cserzővargák, tímárok műhelyei voltak itt. Ez változott később Tabahonra, majd rövidült-magyarosodott Tabánra. A név sok más hazai településen is használatban volt és fennmaradt, pl. Dunaföldváron, Pécsett, Szegeden, Szolnokon.
A honfoglalás után elődeink Kis-Pest nevű települése jött létre a továbbra is fontos révátkelőnél. A tatárjárásig virágzó falu neve többször is változott, Szent Gellért város, Kelenföld, s az itt fakadó meleg vizű források után Alhévíz néven is jegyzik a középkori írásos emlékek. A tatárjáráskor elpusztult település IV. Béla várhegyi építkezéseitől kezdve megújult, ám kívülrekedve a várfalakon Buda elővárosa lett. Mátyás király uralkodása alatt fedett folyosóval kötötték össze a palotát a Gellért-hegy lábánál fakadó hőforrásokkal.

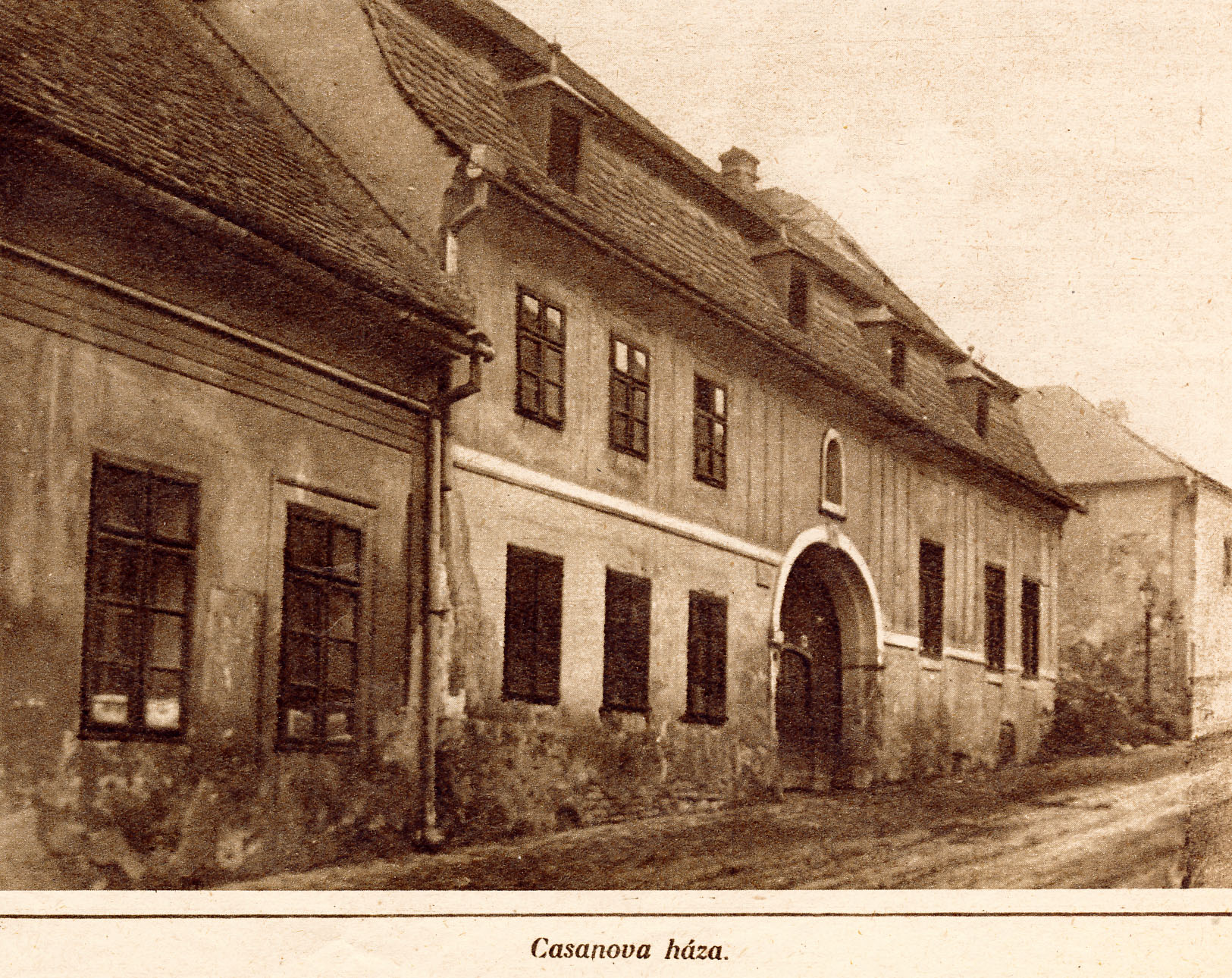
A Hadnagy utca 14. sz alatt állt Casanova (állítólagos) háza

A török hódoltság alatt az őslakosság egy része elmenekült, a település azonban fejlődött: a hódítók fürdőket építettek a melegvízforrásokra, s dzsámikat emeltek. A 17. század végén a meggyérült magyar lakosság mellé a Duna-parthoz közeli területre németek, az Ördög-árok partjára és a Naphegy keleti lejtőjére az 1690. évi Nagy szerb vándorlást követően nagyobb számban rácok települtek. Róluk kapta a városrész a Rácváros elnevezést; hajdani ittlétükre ma a Rác fürdő és egy kőkereszt utal.
A 18. századra egymáshoz ragasztott, zsindelyfedésű, szegényes vályogházakkal szegélyezett, szabálytalan, girbegurba utcácskák alakultak ki. Lakóik a több évszázados hagyományokra visszatekintő szőlőműveléssel foglalkoztak, de jelentős számú iparosnak, kereskedőnek is otthont adott a rendezetlen és nagyon sűrűn beépített negyed. A Tabánt 1810-ben tűzvész pusztította, s nem kímélték az Ördög-árok árvizei sem. 1821-ben ezer házat írtak itt össze.

### A Lánchíd átadása után
1849-ben, amikor megnyílt a Széchenyi lánchíd, elvesztette révátkelőhelyként szerzett sok évszázados jelentőségét. Csatornázatlan utcái, az 1880-as évek filoxérajárványai, amik a környék szőlőit pusztították, majd a budai városrendezési munkálatok: a budai körút és az Erzsébet híd építése érlelték meg lebontásának tervét. A századfordulóra szórakozóhelyekkel, vendéglőkkel, borozókkal teli romantikus negyeddé vált. A budapesti „Montmartre”-ként is emlegetett Tabán írók, költők, művészek kedvelt helye lett. Megmentéséért a kor irodalmi életének jeles személyiségei (pl. Szerb Antal, Tersánszky Józsi Jenő) szólaltak fel, festők ragadtak ecsetet (a legszebbek Zórád Ernő akvarelljei).
Sokan fényképfelvételeken is megörökítették a városrészt, melyek típusa és mennyisége korszakonként változó. A legnevesebb fényképészeken kívül (Klösz György, Erdélyi Mór, André Kertész) rengeteg amatőr (Petrik Albert, Grexa Gyula, Somogyi Aladár) is fényképezte a később halálra ítélt városrészt. Többszáz fotó látható a Fortepanon, és 2022-ben „Tabán – fényképek, történetek” címmel megjelent egy közel 150 fotót tartalmazó album is. A könyvben a fényképészekről írt összefoglalóban olvasható például a fiatal André Kertész története. 1914-ben öccsét, Jenőt vette rá, hogy képei szereplőjeként álljon nyolc-tíz percen keresztül mozdulatlanul, ám sétáló pózt imitálva az éjszakai Tabán utcáin. A gyenge megvilágítás ugyanis a kor technikájával ilyen hosszú expozíciós időt kívánt. Ekkor készült André Kertész Tabáni este című fényképe is, melyen sötét kabátban és kalapban Jenő sétál az Aranykacsa utca 7–9.-es számú ház előtt.

## Jellegzetes és nevezetes tabáni kocsmák
A tabáni kiskocsmák többsége egyszerű borozó volt, de különös, meghitt és varázslatos hangulatuk messze földről ide vonzotta a költőket, színészeket, írókat, festőket.
A Tabán legismertebb korcsmái, vendéglői a „Három 7-es”, az „Avar”, az „Albecker”, amelynek árnyas fái alatt gyakran üldögélt a Mesterként tisztelt Ujházi Ede, a Nemzeti Színház legendás színművésze is. Aztán itt működött a „Kis balta”, a „Rudas”, a „Major” vendéglő, az operettben is megénekelt „Régi nyár”, valamint a „Bagyik” vendéglő. Mind közül talán a legnevezetesebb volt a „Mélypince”.

### A Mélypince

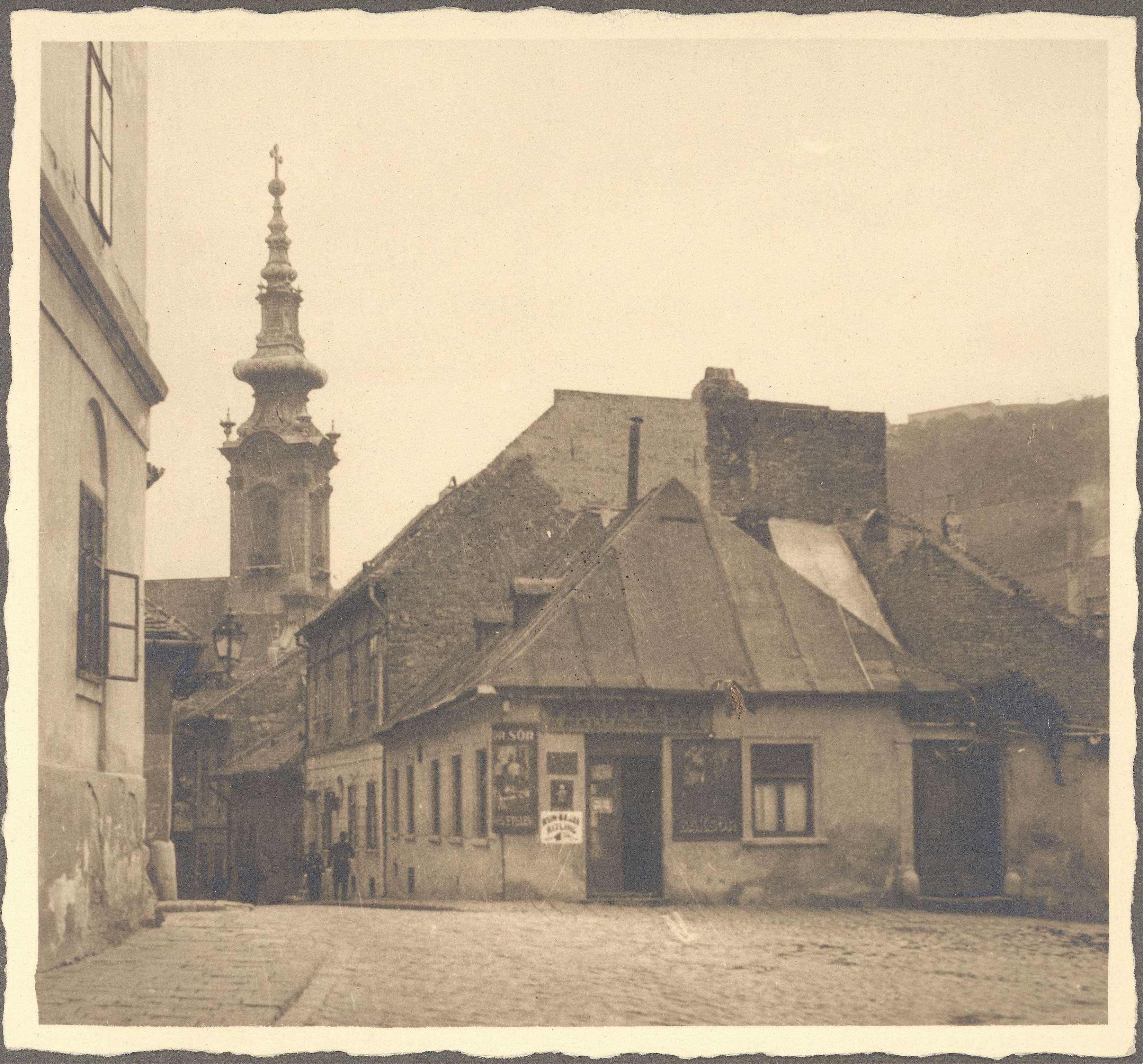
A Mélypince

Az egykori Görög utcában helyezkedett el az alacsony épület, amelyből 80 lépcső vezetett két emelet mélységben a föld alá. Bolthajtásainak keresztbe épített tégláiról szakértők állították: 500 évesek, török kori mesterek rakták őket. A Mélypince vastag falában befalazott ajtók és ablakok sejtették, hogy valaha itt is kijárata lehetett azoknak a végtelen katakombáknak, melyek a régi legendák szerint az egész Tabánt, sőt állítólag a Gellért-hegy alját is behálózták, fölfelé pedig egészen a Vízivárosig vezettek.
A kocsma utolsó tulajdonosa volt – hosszú időn át – Krausz Poldi, akinek alakja számos Krúdy-műben is feltűnik, úgy is mint a kikapós és nevezetes Szépvadászné kedvenc korcsmárosa. A Mélypince volt az irodalmárok kedvenc helye, Poldi bácsinál mindig jutott asztala Krúdy Gyulának épp úgy, mint Bródy Sándornak, aki gyakorta rándult el a Rudas Fürdő után egy jó pohár borra. De politikusok is törzsvendégnek számítottak. Gromon Dezső képviselő úr mellett báró Fejérváry Géza és baráti köre is gyakori vendég volt itt. Mondják, számos fontos politikai elhatározás született meg a Mélypince asztalainál.
Állandó vendégnek számított az agg Kálnay László hírlapíró is, aki a Budapesti Hírlapnak Poldi bácsitól küldette el gyakorta a megírt tudósítást. "Akkor legjobb a kocsmába menni, amikor az ebéd íze még az embernek a szájában van" -jegyezte fel Krúdy Kálnay László egyik gyakorta emlegetett mondását. De hiába álltak a törzsvendégek is Krausz Poldi mellé: az épület nem került be a megtartandó műemlékek sorába, lebontották a többivel együtt.

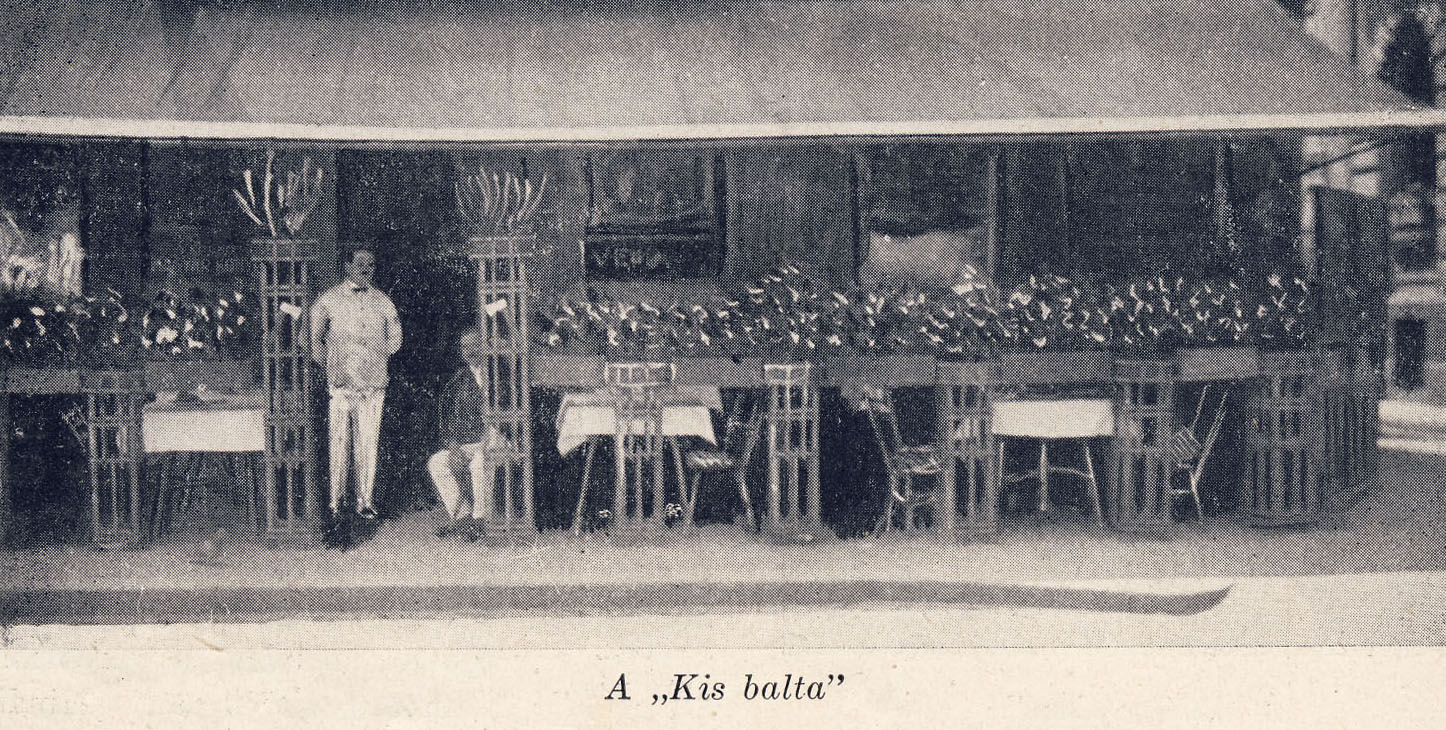
A Kis Balta, amelyiknek a bejáratánál ott díszeleg a két kis balta

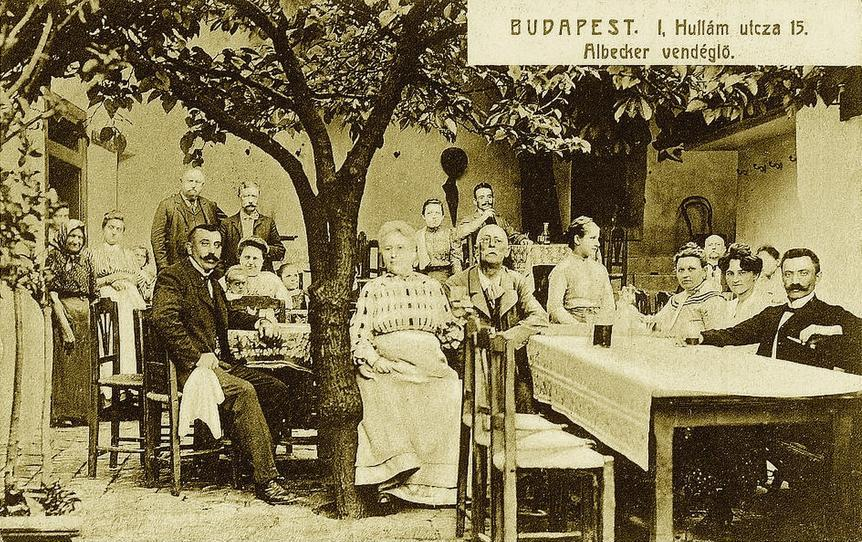
Hangulatos jelenet az Albecker kerthelyiségéről 1901.

## Tabáni legendák
A kitűnő kiszolgálásáról és jó budai borairól nevezetessé és kedveltté vált Albekker korcsma névadója egy Albecker vezetéknevű sváb ember volt, azonban Bevilaqua-Borsodi Béla feltételezése szerint arab: az Albekr nevű tulajdonos a köznyelvben vált Albekkerként ismertté, bár erre hiteles bizonyíték már nem lelhető fel.
A népszerű legenda szerint a Casanova-házban lakott egykor Casanova, a világszerte ismert nőcsábász kalandor. A történet szerint itt is elcsábította a házigazda leányát – de meg is járta, mert a derék budaiak nem éppen lovagias módon intézték el a kérdést. Éjszaka, amikor hazafelé tartott, megtámadták őt, és az elbeszélések szerint Casanova komoly sérülésekkel hagyta el Budát. A történet valódiságát ugyanakkor sokan kétségbe vonják, mivel minden valószínűség szerint a valóságban Casanova soha nem járt Budán, sem környékén.

### A régi Tabán vége
1933–1936 között bontották le a Tabán egykori házait, s csak néhány épületet kímélt meg a „városrendezési láz”. Az ide tervezett új városrész azonban soha nem épült fel. A Monarchia legszebb szerb ortodox templomát, a tabáni Szent Demeter templomot a II. világháborúban találat érte, tetőzete beszakadt, 1949-ben az egyébként viszonylag épségben maradt épületet lebontották. Mára csak a török kori kupolacsarnokot is őrző Rudas és Rác fürdő, a Szarvas-ház, a tabáni Alexandriai Szent Katalin-templom, mellette, az Apród utcában a Virág Benedek-ház és a Semmelweis Orvostörténeti Múzeum épülete, a Döbrentei utcában három, az Attila úton és a Czakó utcában egy-egy műemlék ház maradt ránk az egykori, legendásan romantikus hangulatú Tabánból. Jelentős része zöldterület, pihenőpark, amely popzenei fesztiváloknak is helyet ad. A területet északról lezáró, Duna-parti Ybl Miklós teret híres építészünk, Ybl Miklós alakította ki a 19. század végén. A meglevő tárgyi, írásos és képi emlékeket a Tabáni Helytörténeti Gyűjtemény és Dokumentációs Központ gyűjti, őrzi és mutatja be.
1945–1958 között a lerombolt tabáni iskola helyett a Krisztina Téri Iskolába jártak a naphegyi gyerekek. 1958 augusztusában készült el az egykori tabáni iskola közvetlen közelében a Lisznyai utcai iskola a Naphegyen.

Hadnagy utca 16. szám
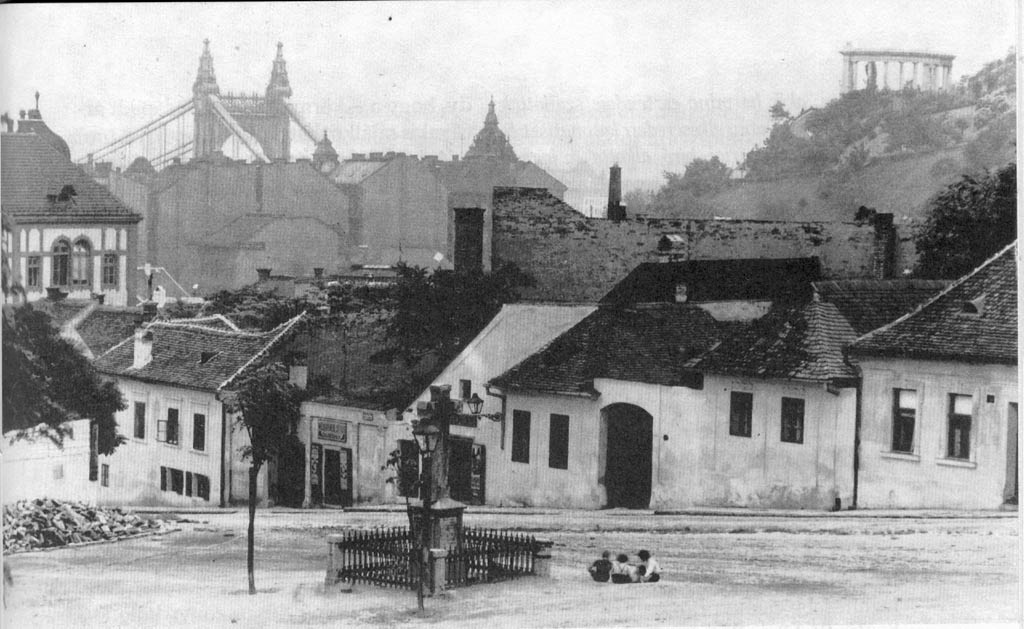
Tabán a bontás előtt. Háttérben a régi Erzsébet híd, és a Szent Gellért szobor
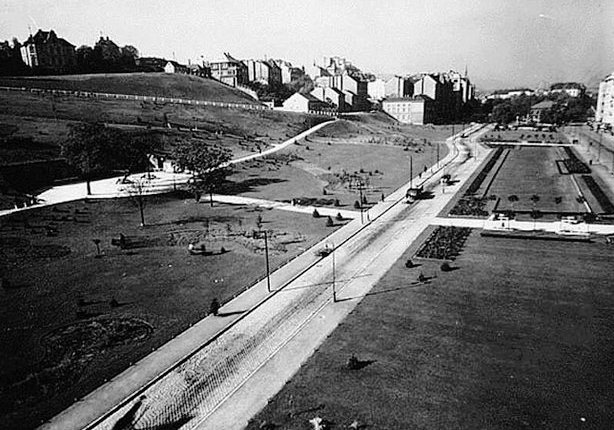
Tabán a bontás után az 1930-as évek végén
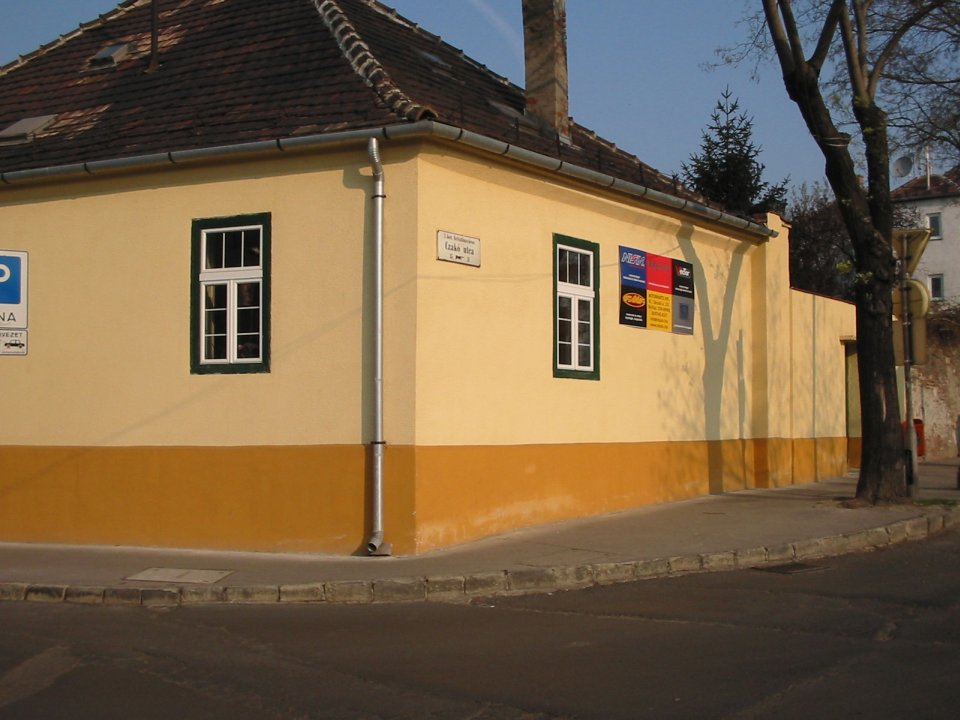
Az egyik utolsó megmaradt régi tabáni ház a Czakó és Aladár u. sarkán (2006 körül)

## A Tabán mint közpark

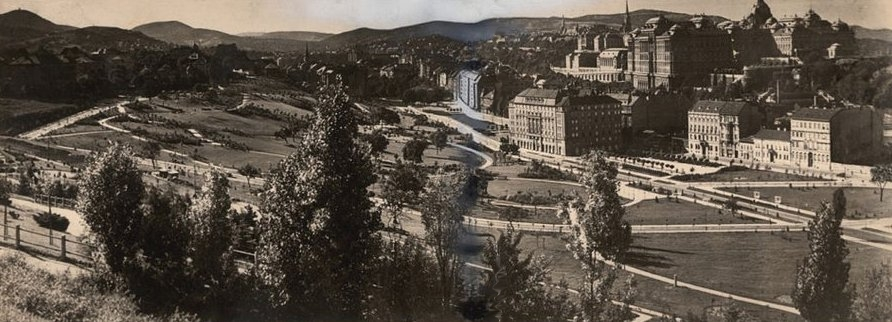
A Tabán

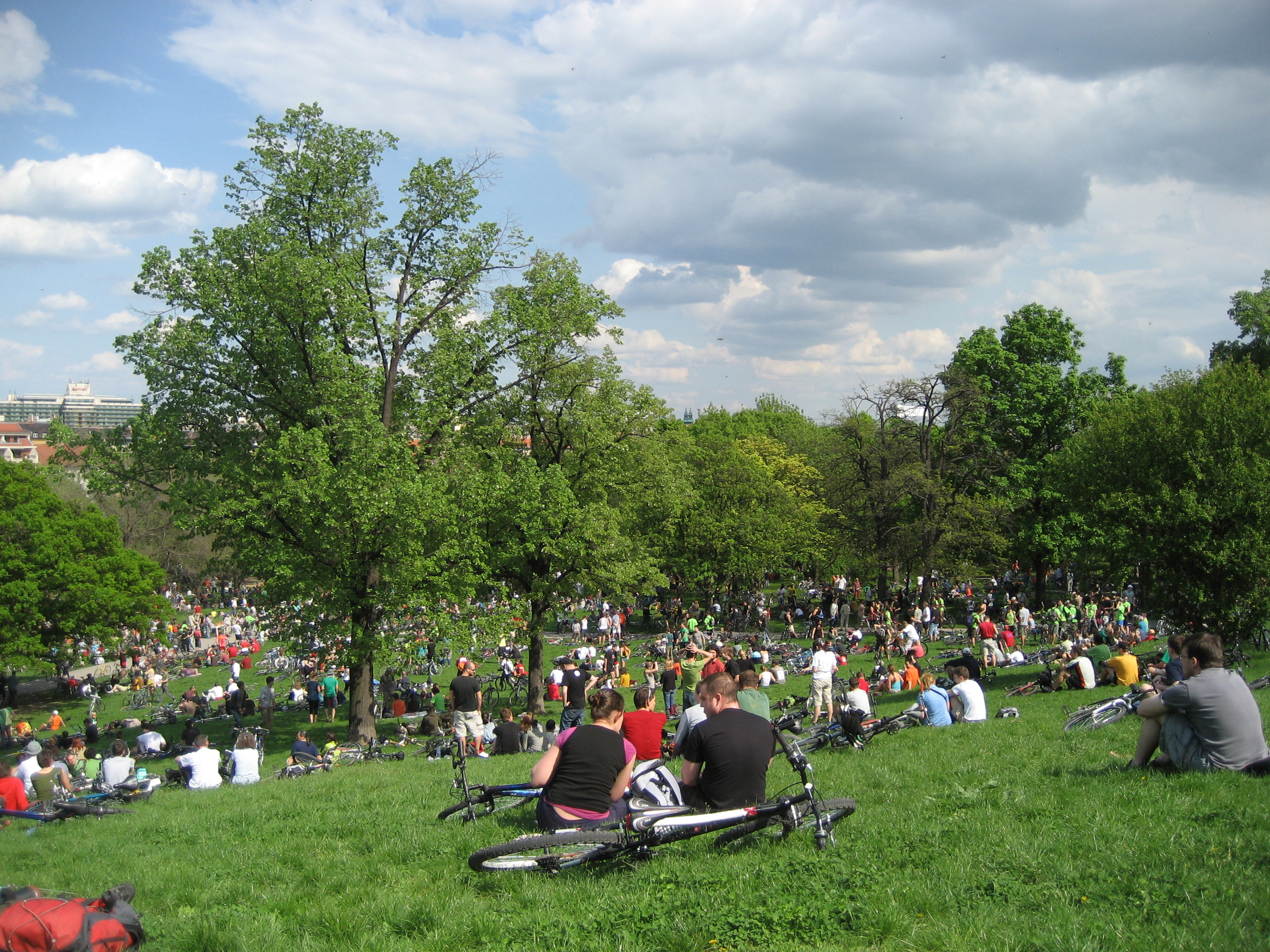
Könnyűzenei fesztivál a Tabánban (2009)

Az 1960-as években, a Hegyalja út kiszélesítése idején parkosították a Tabán területét. Azóta alaposan benőtték a fák. A Rác fürdővel szemben lévő, egykor sétautakkal sugarasan osztott, virágokkal beültetett, szépen gondozott parkrész sokáig rendkívül elhanyagolt volt, az idők során azonban jórészt rendezték.
1968. május elsején rendeztek először könnyűzenei fesztivált, ami szinte azonnal a kor egyik legkedveltebb és a magyar rockzenei életben fontos rendezvénnyé vált és amit azóta is megtartanak minden év majálisán, immár Tabán Fesztivál néven.
Itt működött továbbá a XX. század végén a közkedvelt pesti romkocsmák prototípusának tekinthető Ráckert, amely szándékolatlanul, de emléket állított a 100 évvel korábbi Tabán hangulatának. A Rác fürdő felújítása és a hozzá kapcsolódó szálloda építése miatt zárták be.

### Eszperantó emlék

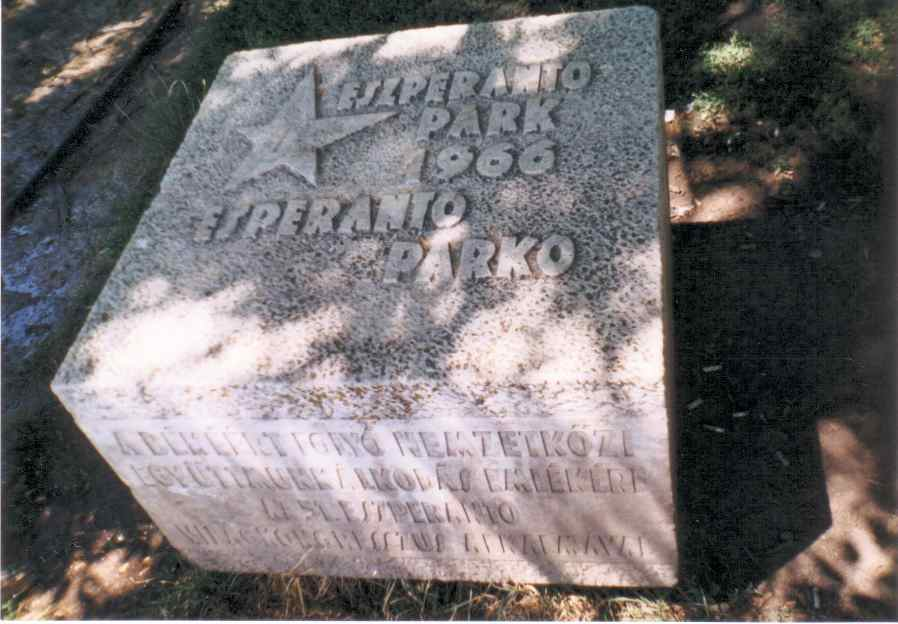
Eszperantó emlékkő (1966)

A Hadnagy utcában a Rác fürdő előtt 1966. augusztus 5-én mészkő kockából emlékkövet helyeztek el, Kőfalvi Gyula művét. A parknak ekkor adtak volna nevet, a hivatalos névadás azonban nem volt megfelelően előkészítve és nem történt meg, így az végül nem lett Eszperantó park; a „hiba” orvoslását később sem tartották fontosnak, így a hivatalos elnevezés sosem történt meg.
Az emlékkövet a főváros és a Magyar Eszperantó Szövetség állíttatta az ekkor Budapesten tartott 51. Nemzetközi Eszperantó Világkongresszus 500 résztvevőjének jelenlétében. Ünnepi beszédet mondott Nikola Aleksiev, a Világbéke Eszperantó Mozgalom akkori elnöke, majd szólt Dezső József, az I. Kerületi Tanács VB elnöke is.
Az emlékkő tetején ötágú csillag van egy „E”-betűvel és a szöveg: ESPERANTA PARKO 1966 / ESZPERANTÓ PARK 1966. Oldalán: JE LA MEMORO DE LA INTERNACIA KUNLABORO KAJ PACO OKAZE DE LA 51-A UNIVERSALA KONGRESO DE ESPERANTO [a négy oldalon váltakozva magyarul és eszperantóul]

### A Tabán szerepe a szerb irodalomban
A Tabán a szerb irodalom számára is nagy jelentőséggel bír. A korábbi betelepülések hatására a környék jelentékeny méretű szerb közösség otthonává lett. A közkedvelt Szarvas-ház a XIX. század első felében Buda város főjegyzője, a köztiszteletnek örvendő jogász, Sima Ignjatović birtokában volt. Ekkoriban a fogadó a szerb írók-költők találkozóhelyévé, irodalmi szalonjává vált (Vuk Stefanović Karadžić, Jovan Pačić, Sima Milutinović Sarajlija, Milovan Vidaković).
Ma a magyarországi szerbek egyik legjelentősebb néptáncegyüttese, a „Tabán” Szerb Folklórcentrum Egyesület (szerbül: Српско културно-уметничко друштво Табан) is innét vette önelnevezését.

## Nevezetességei

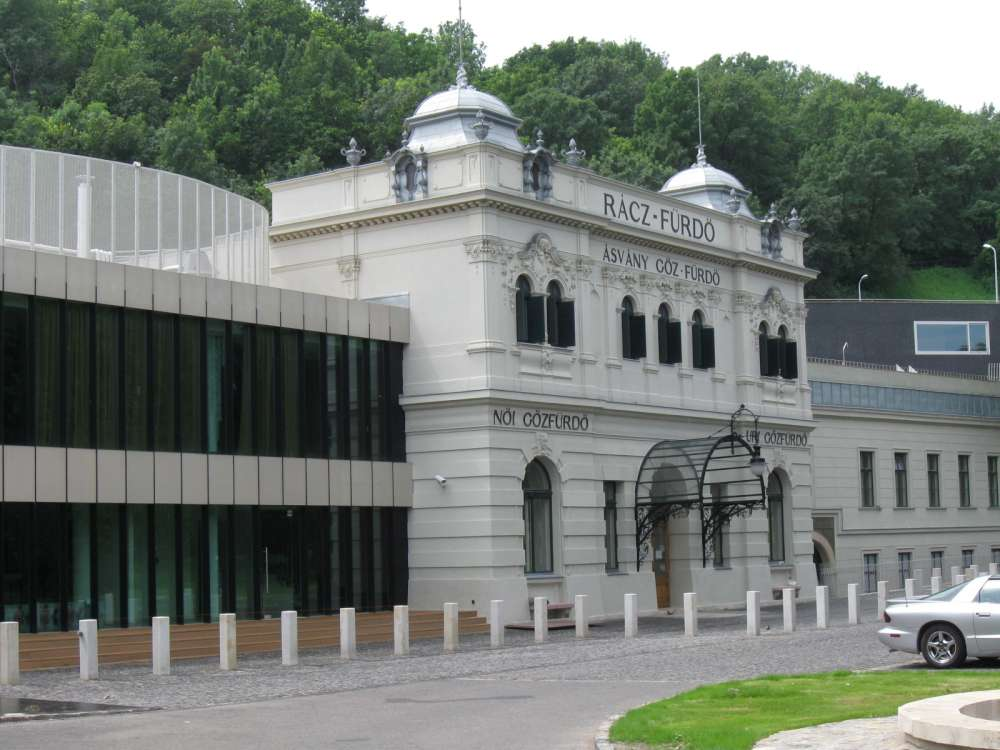
A felújított Rác gyógyfürdő a park szélén

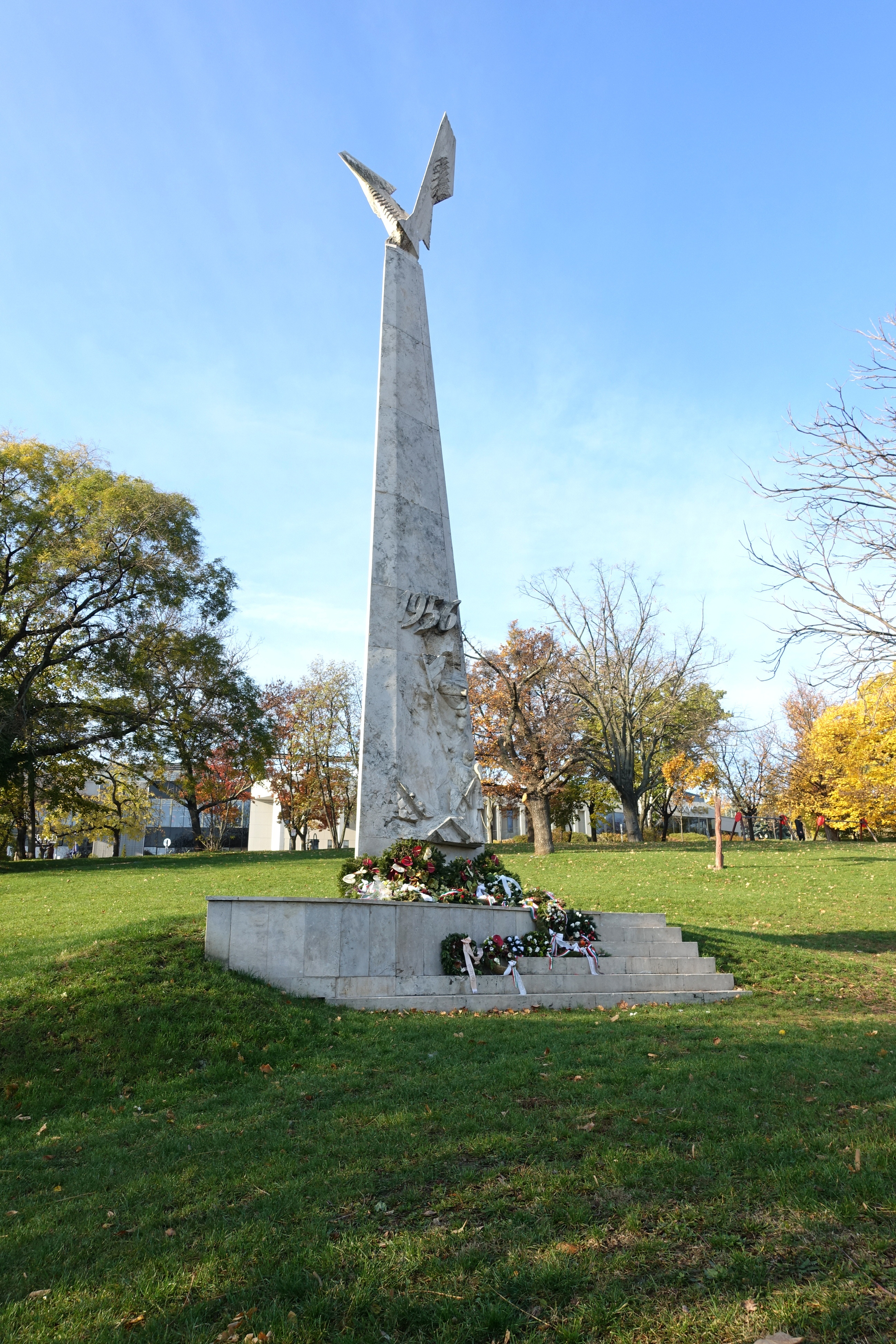
1956-os emlékmű

- Alexandriai Szent Katalin-plébániatemplom
- Erzsébet királyné szobra a Döbrentei téren
- Rác gyógyfürdő (Hadnagy u. 1.)
- Rudas gyógyfürdő (Döbrentei tér)
- Várkert Bazár
- Várkert-kioszk (Várkert palota, régi nevén Várkert kaszinó)
- Ybl Miklós szobra
- Hauszmann Alajos hajdani lakóháza (Döbrentei u. 10.)
- Budapest legkeskenyebb homlokzatú (6 méter 20 cm) bérháza (Várkert rkp. 16, építette Weinréb és Spiegel)
- tabáni eperfa

## Múzeumok
- Semmelweis Orvostörténeti Múzeum
- Tabán Emlékkiállítás és Dokumentációs Központ (Döbrentei u. 9.–Apród u. 10.)

## Galéria

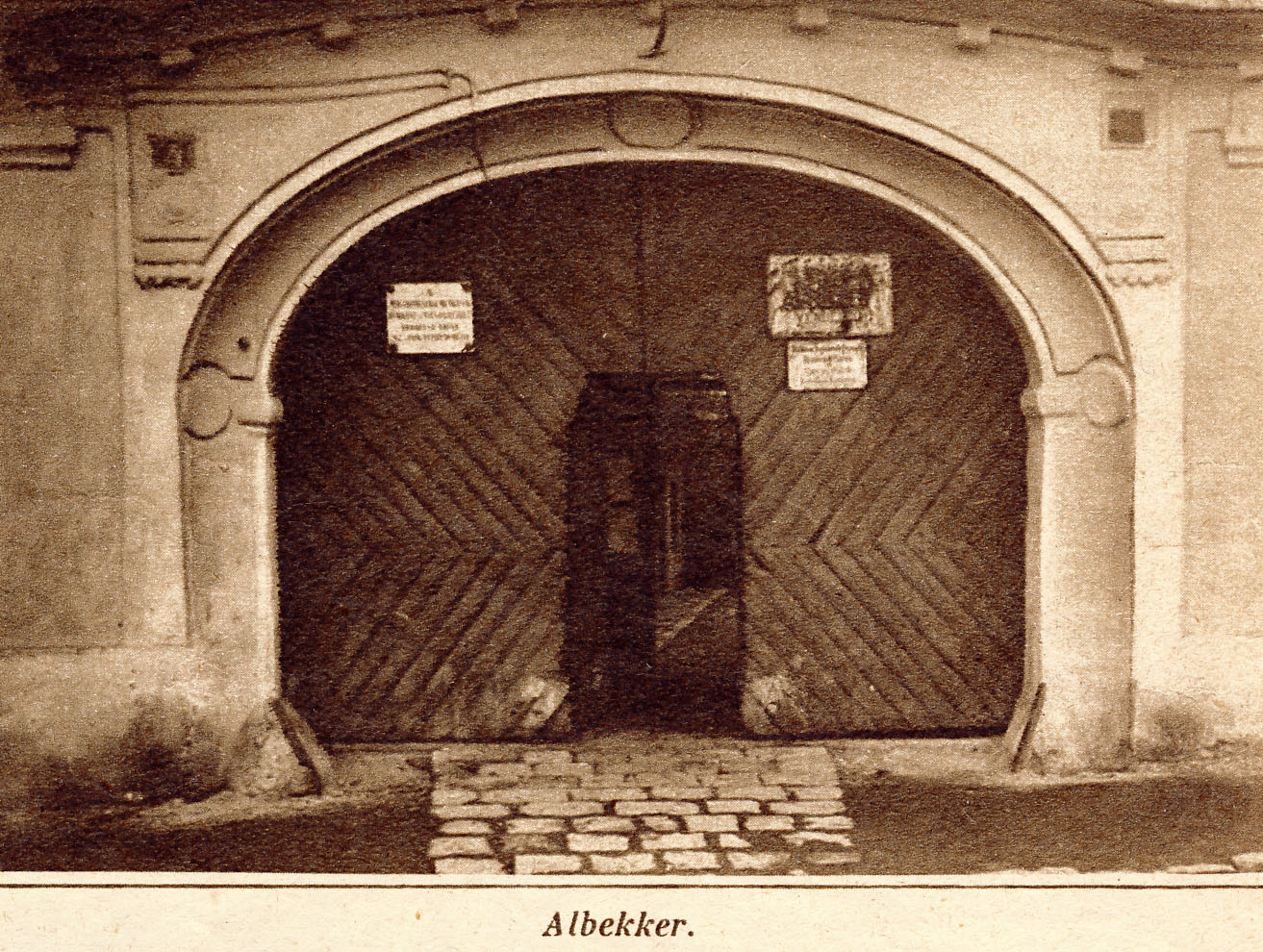
Az Albekker korcsma bejárata
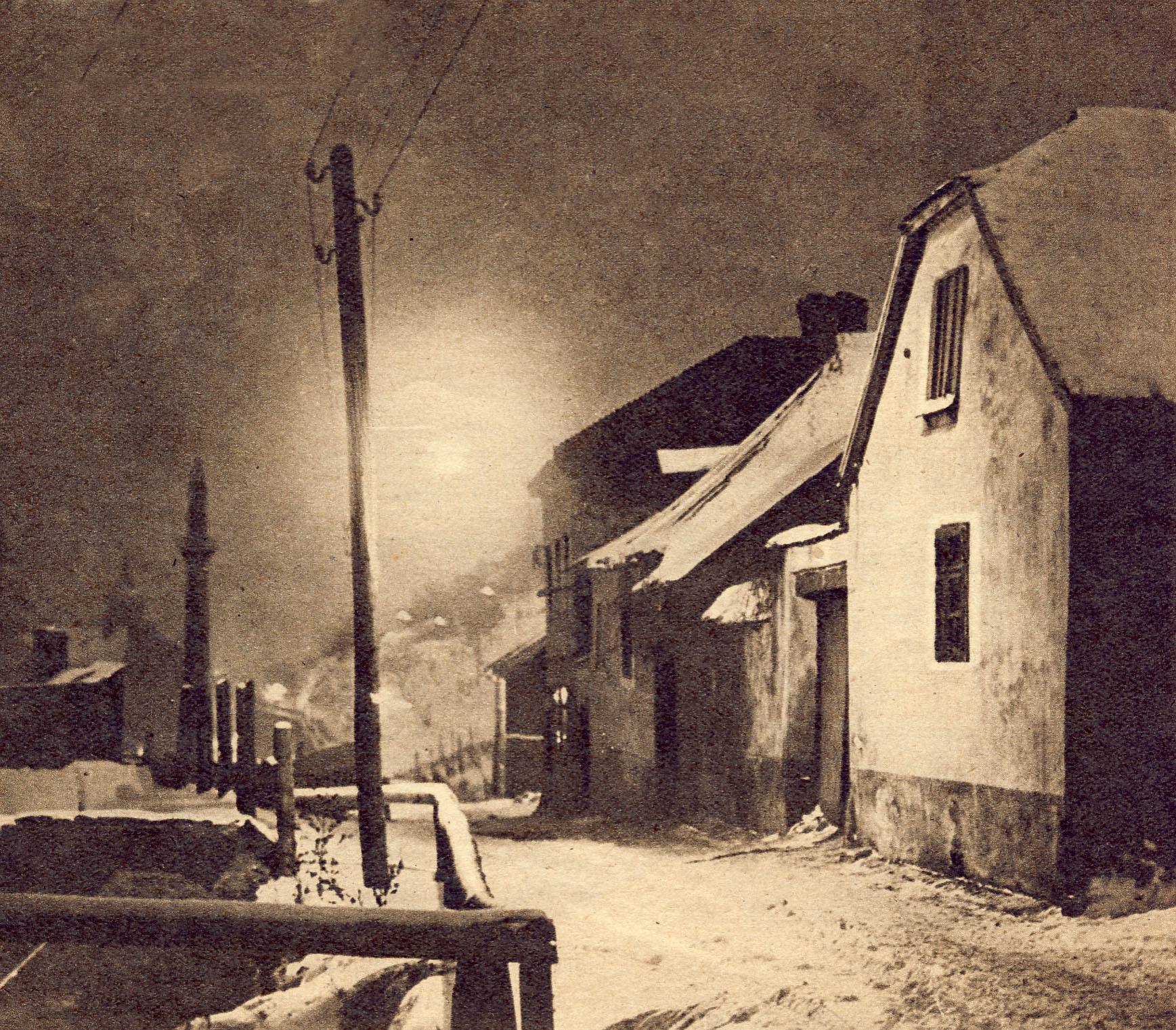
A Tabán egyik legmagasabban fekvő utcájának esti képe (1928)
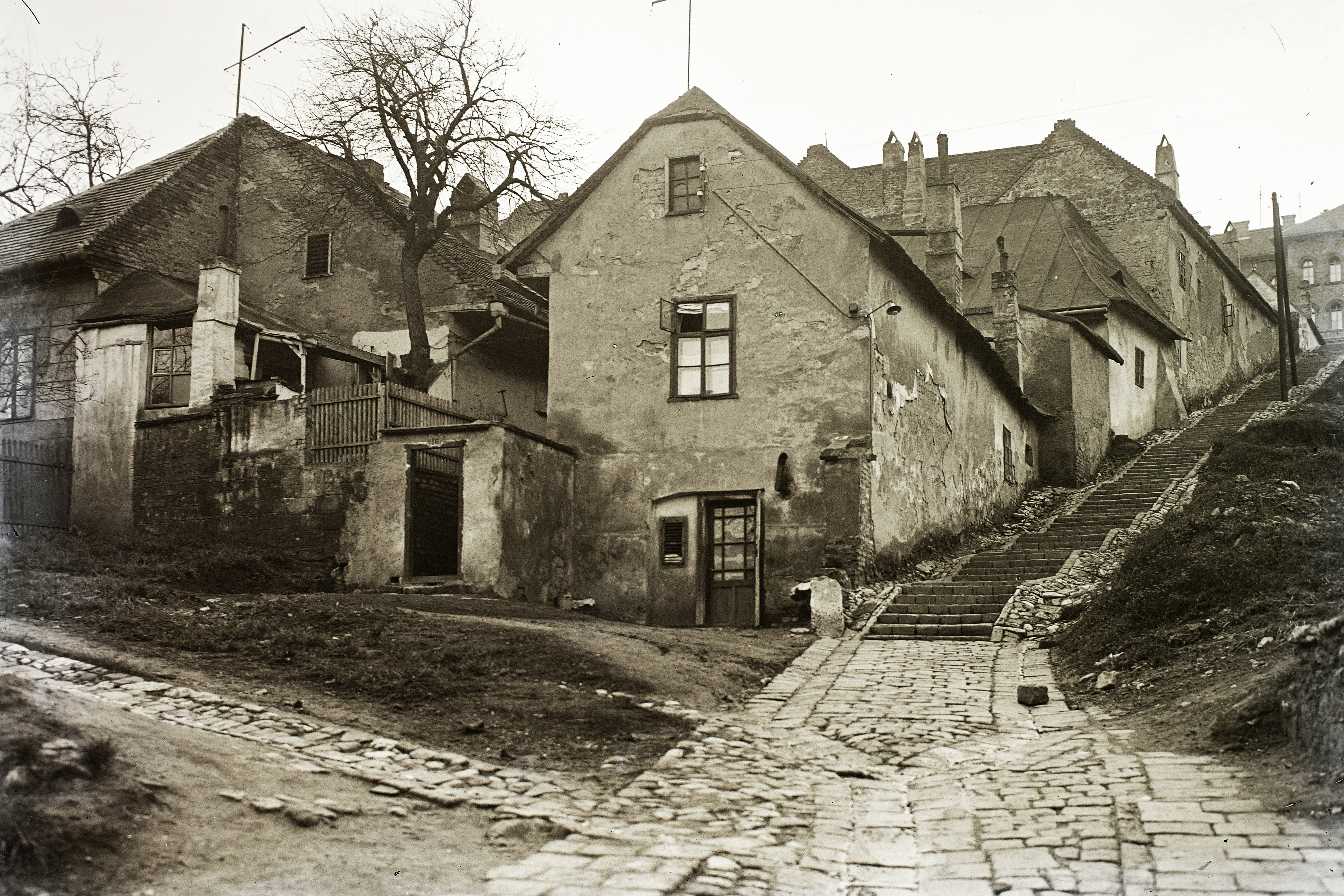
Kőműves lépcső (1929)
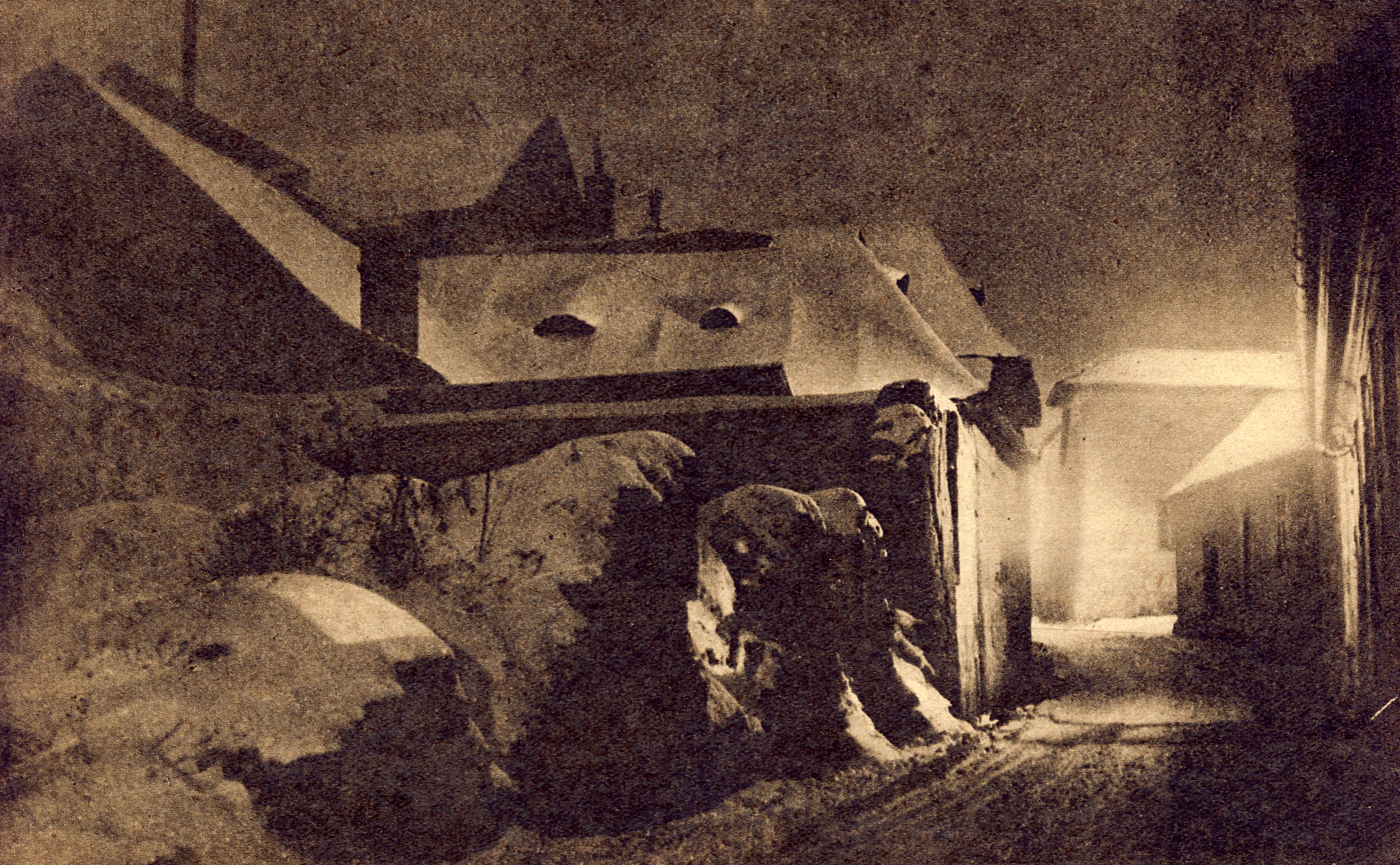
Téli esti kép a Tabánról (1928)
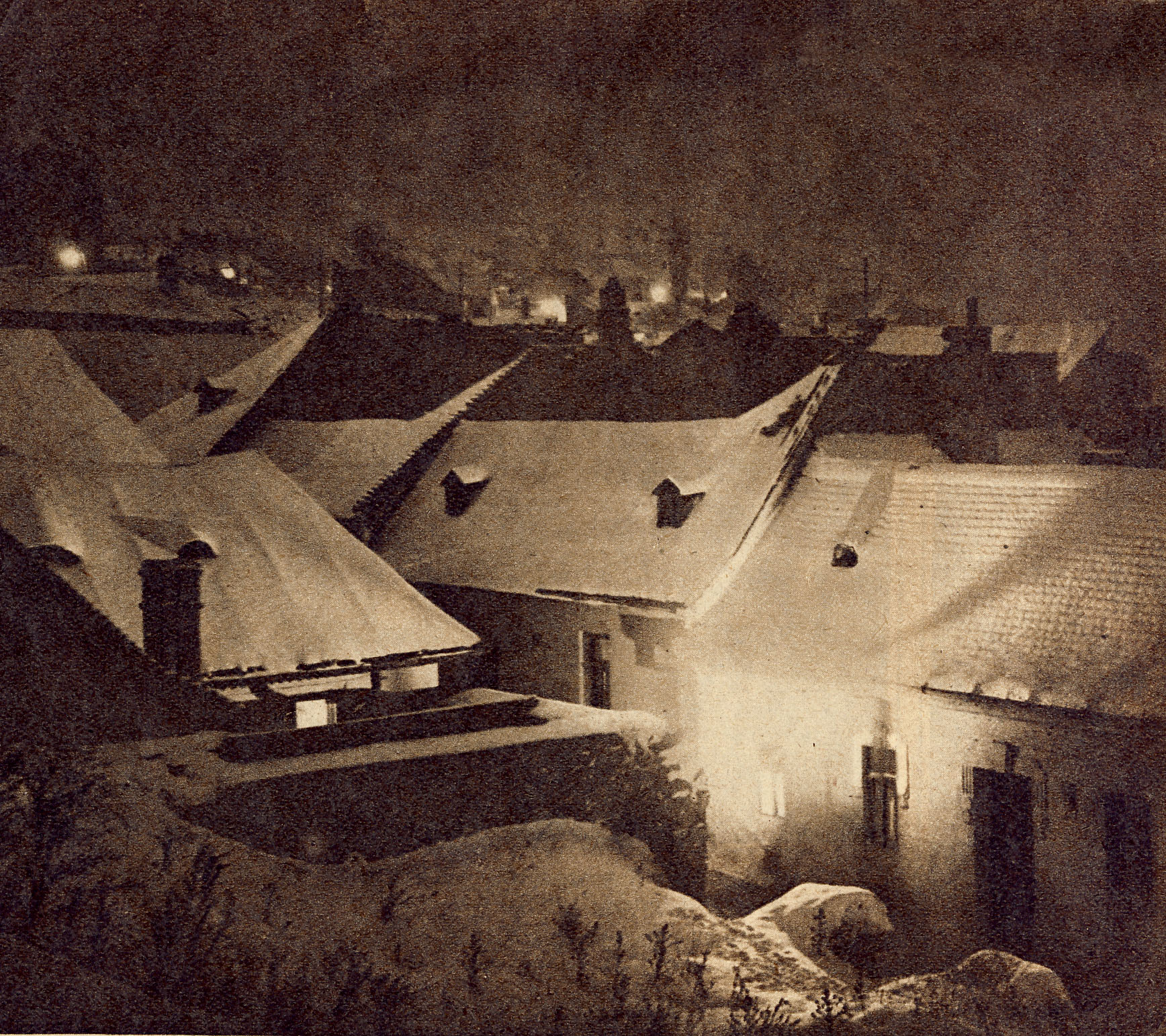
Tabáni háztetők este (1928)
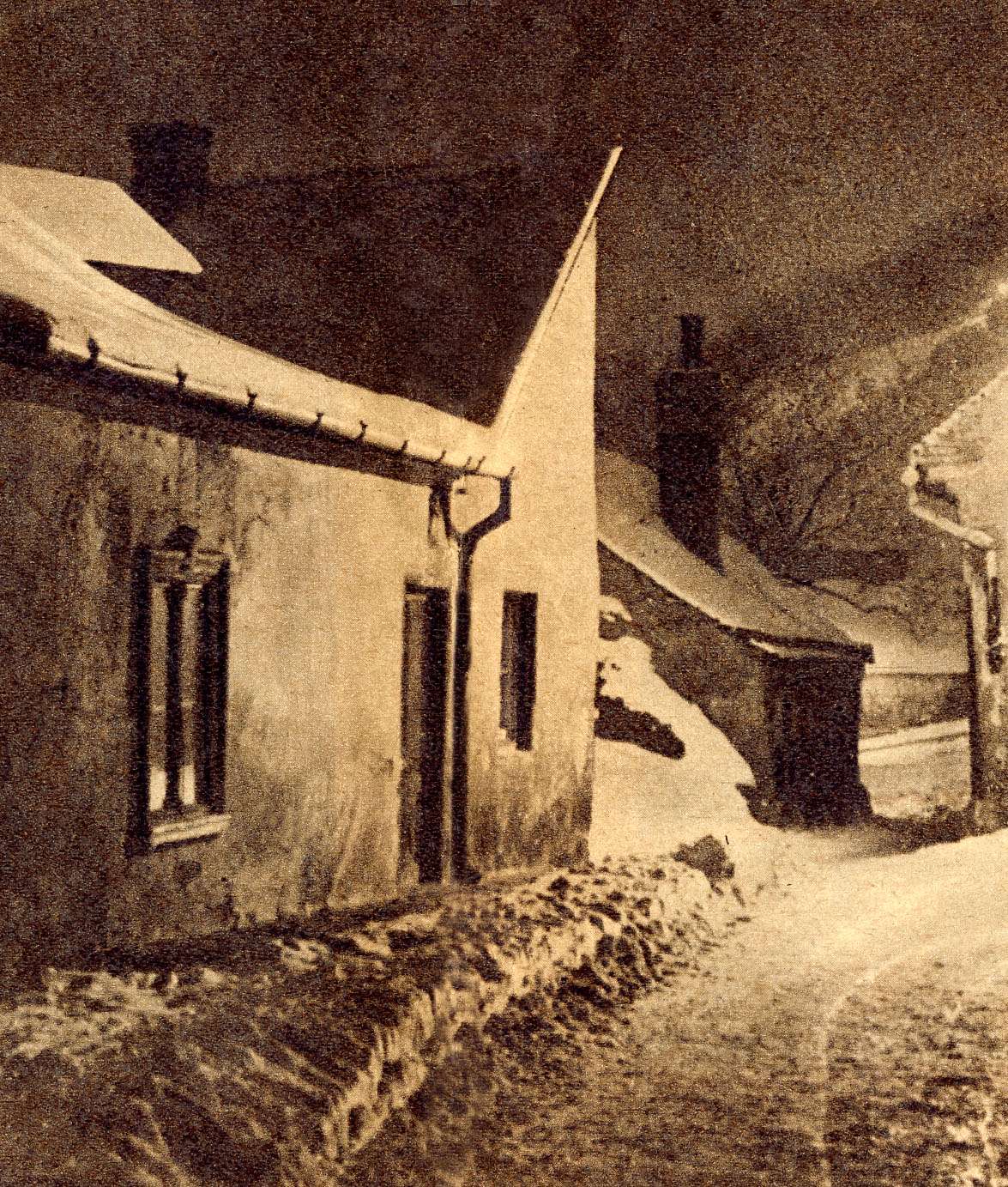
Tél esti utcarészlet (1928)
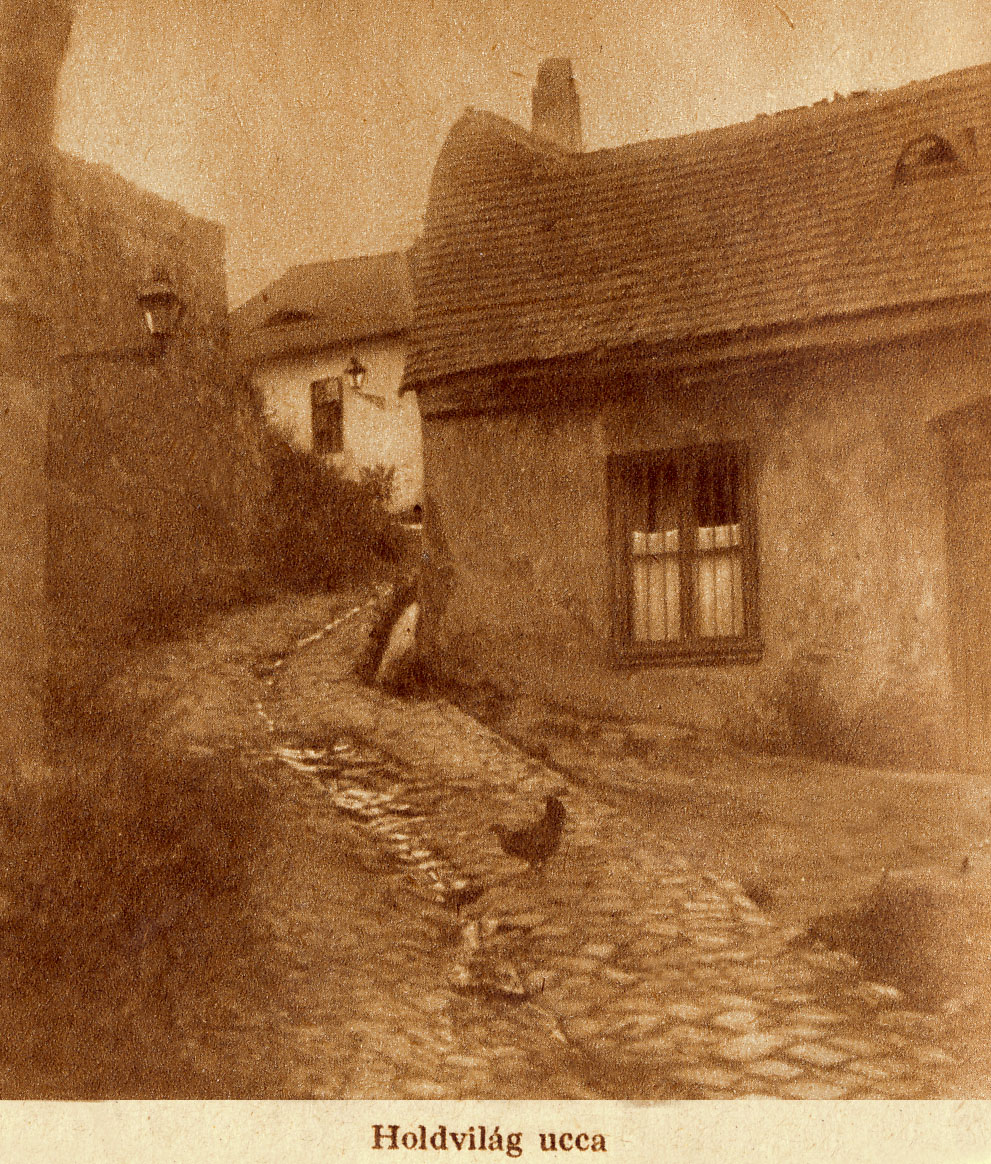
Holdvilág utca (1926)
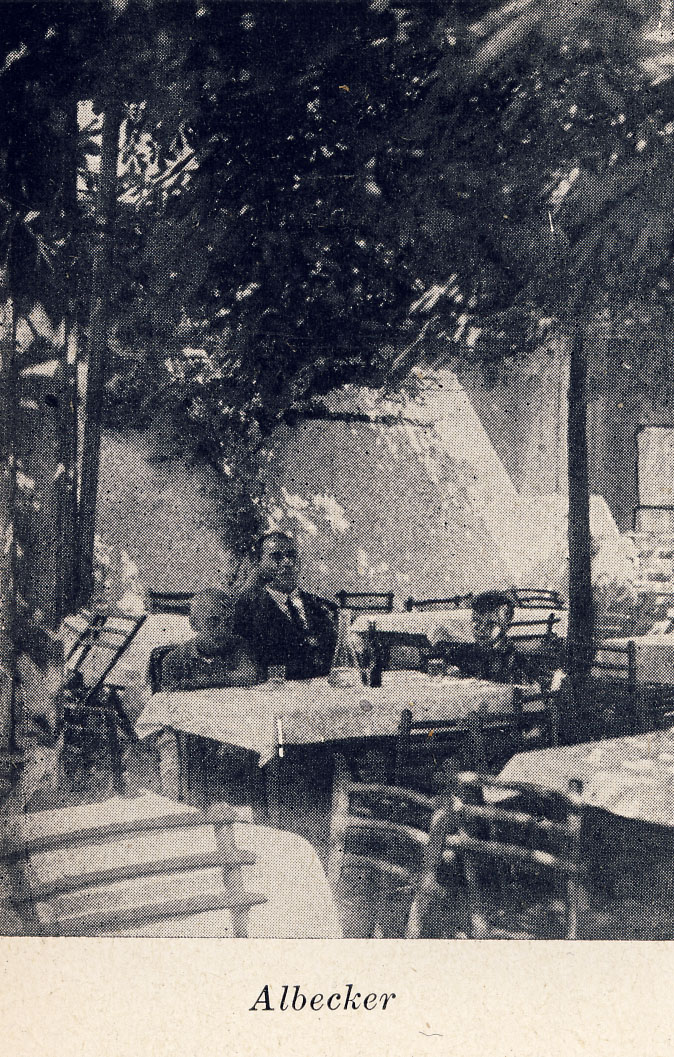
Az Albecker árnyas fái
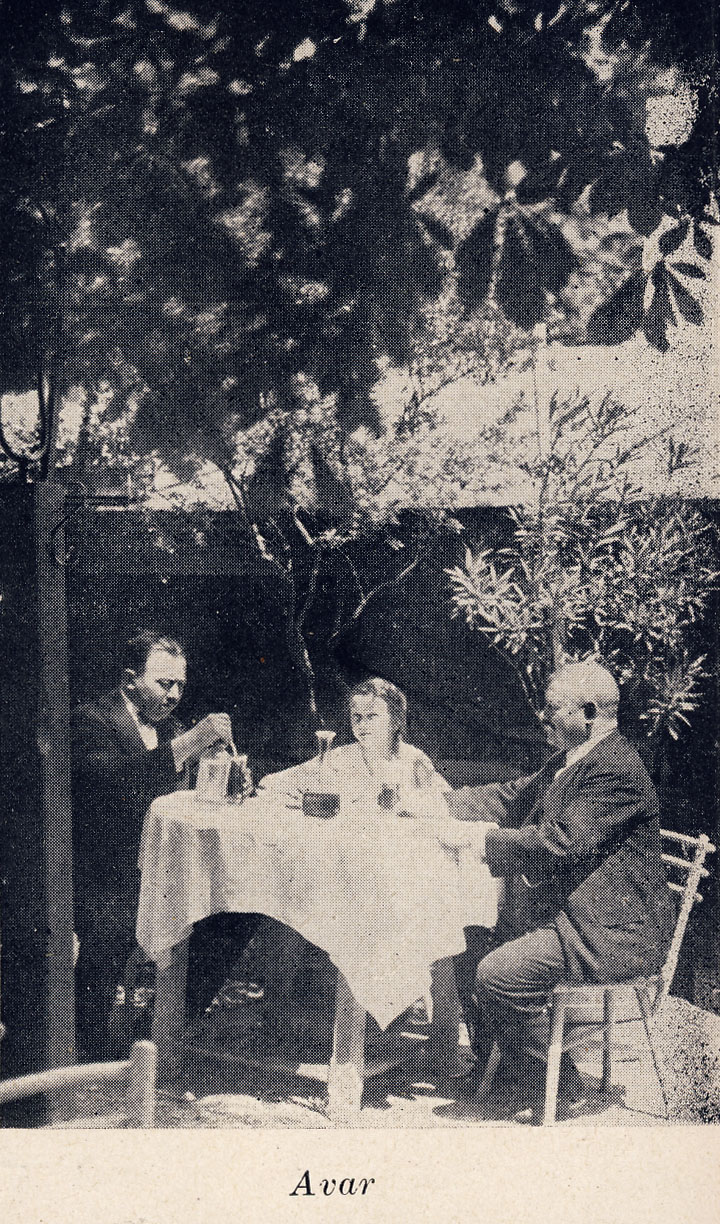
Ebéd után az Avarban
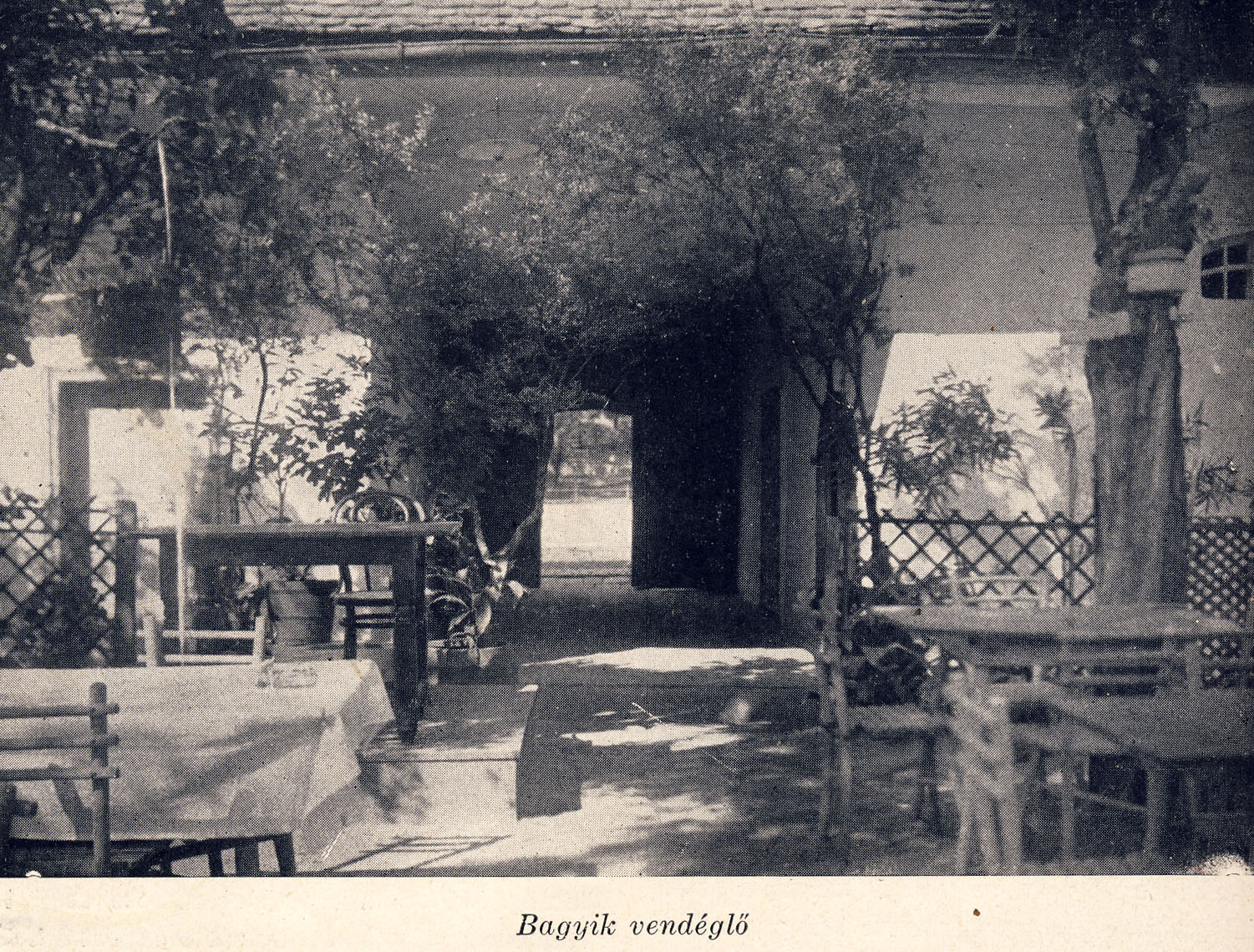
A Bagyik vendéglő
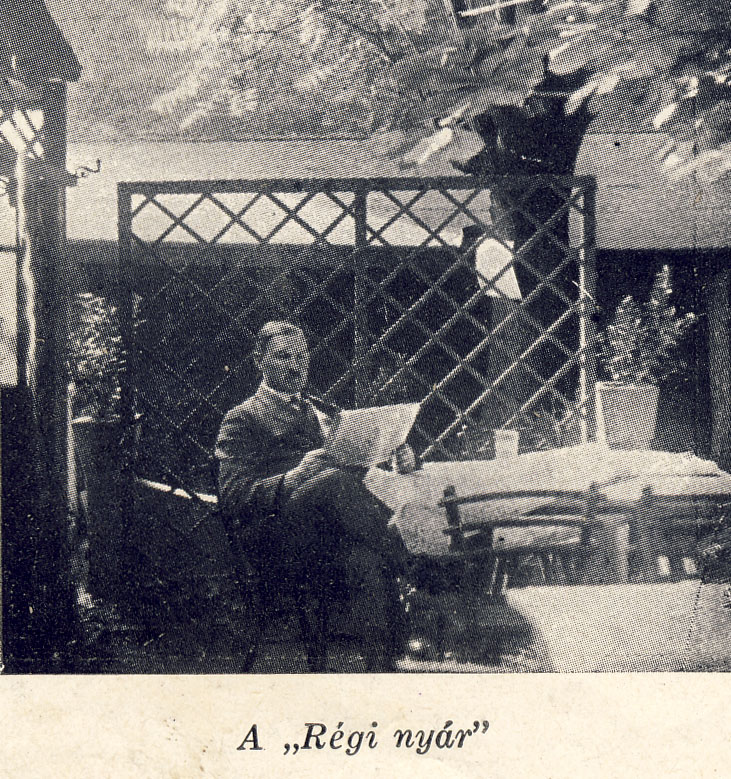
A Régi Nyár nevét egy itt íródott operett is őrzi
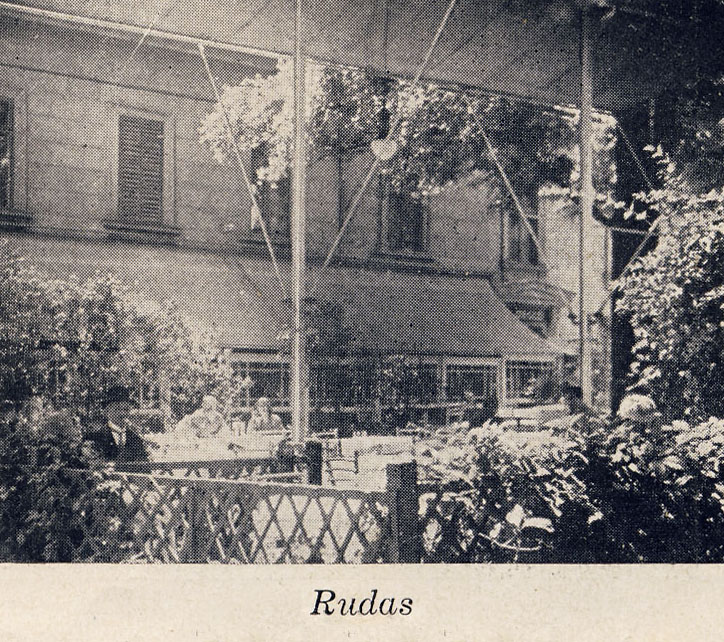
A Rudas a tehetősebbek törzshelye volt
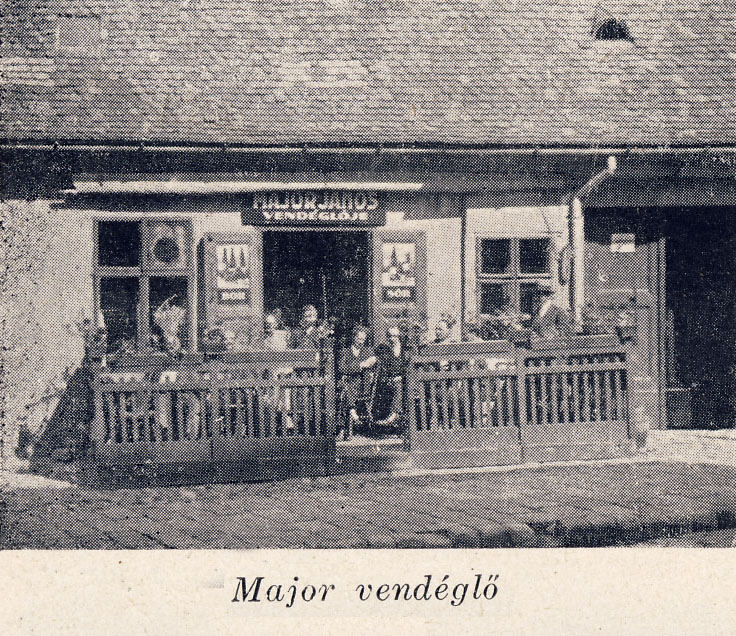
Major János vendéglője